# NGC 351
NGC 351 ist eine Linsenförmige Galaxie mit ausgedehnten Sternentstehungsgebieten vom Hubble-Typ SB0/a im Sternbild Walfisch südlich der Ekliptik. Sie ist schätzungsweise 189 Millionen Lichtjahre von der Milchstraße entfernt und hat einen Durchmesser von etwa 85.000 Lichtjahren.
Im selben Himmelsareal befinden sich unter anderem die Galaxien NGC 353.
Das Objekt wurde am 10. November 1885 von dem US-amerikanischen Astronomen Lewis A. Swift entdeckt.